# Međunarodna ekonomija
Međunarodna ekonomija jest znanstvena disciplina koja se bavi proučavanjem zakonitosti u međunarodnoj razmjeni proizvoda, odnosno roba. (prof.dr.sc. Ljubomir Baban: Međunarodna ekonomija, 1998.)
Pod robom podrazumijevamo proizvode, usluge, rad, kapital, novac, devize, informacije, tehnologiju.
Međunarodna ekonomija proučava teorije razmjene, platnu bilancu, trgovinsku bilancu, međunarodne financije, tipologiju, morfologiju i strukturu svjetskog tržišta, međunarodne integracije...